# 癸二腈
癸二腈是一种有机化合物，化学式为C8H16(CN)2。它是药物、染料的中间体。

## 制备
癸二酸和氨反应，得到癸二酸铵，转化为酰胺，再用三氟乙酸酐脱水，得到癸二腈。
它也可以由1,10-癸二醇、碘和氨水反应而成，产率高达 99%。

## 化学性质
癸二腈的加氢反应可以制备癸二胺。